# 普拉门·格拉迪纳罗夫
普拉门·格拉迪纳罗夫（Plamen Gradinarov，1954年5月9日—），保加利亚哲学教授，印度学专家，精通英、法、德、俄、梵等语言，是跨文化研究领域的专家，也是开拓网络学术交流的先驱之一。

## 学术生涯
1978年在索菲亚大学取得哲学硕士学位，1982年在莫斯科国家大学（Московский Государственный Университет имени）以德国哲学家马科斯·舍勒（Max Scheler）现象学研究论文取得哲学博士学位，此后以胡塞尔现象学方法结合印度因明学与认识论为课题作博士后研究。自1989年始担任合作教授。1990年以研究印度原子论哲学论文被俄国科学院（Росси́йская Акаде́мия Нау́к）（哲学院）授予文学高等博士学位及导师资格。

## 出版计划
在1990年任印度浦那大学（University of Pune）梵文高级研究中心（The Centre of Advanced Study in Sanskrit）客座教授时，他跟印度德里（Delhi）阿湛德国际图书出版社（Ajanta Books International）联合，制定了索菲亚印度学系列丛书（Sophia Indological Series）出版计划，其中包括《印度的谬论》（Indian Theories of Error）、劳嘎克拾·帕斯加拉（Laugāksi Bhāskara）的《逻辑月光》（Tarka-kaumudi），以及专题著作《现象学与印度认识论》、《印度——保加利亚哲学研究》、《维释奴主义本质》（Essence of Vaisnavism）之类的书籍。包括有关黑格尔、叔本华、尼采、弗洛伊德、胡塞尔、卡蓝·霍尼（Karen Horni）、海伦·德意志（Helene Deutsch）、商加拉（Shankāra）、瓦札斯波第·米市拉（Vācaspati Miśra）、识比丘（Vijñāna Bhiksu）等人的德文、法文、俄文、梵文哲学著作已准备译成保加利亚文和英文，有关译作将陆续出版。

## 网络学术
他于1990年在索菲亚创立了欧亚学术出版社（Eurasia Academic Publishers），同时还是许多网络学术论坛的编辑，如：Indology Net (http://www.indology.net （页面存档备份，存于）), Orientalia (https://web.archive.org/web/20170917115721/http://www.orientalia.org/), Yoga-darśana (https://web.archive.org/web/20151109022459/http://yogadarsana.org/), Husserl Info (https://web.archive.org/web/20050401233754/http://www.husserl.info/), Indopedia (https://web.archive.org/web/20180728160547/http://indopedia.org/), Scindex.Org (https://web.archive.org/web/20160306011427/http://www.scindex.org/), Global Buddhism (https://web.archive.org/web/20170930052816/https://globalbuddhism.com/), 它们都被收入《侯爵谁是谁》（Marquis Who's Who）第十六版中。